# Vojkov
Vojkov är en ort i Tjeckien.   Den ligger i regionen Mellersta Böhmen, i den centrala delen av landet, 50 km söder om huvudstaden Prag. Vojkov ligger 453 meter över havet och antalet invånare är 482.
Terrängen runt Vojkov är platt söderut, men norrut är den kuperad. Runt Vojkov är det ganska tätbefolkat, med 72 invånare per kvadratkilometer. Närmaste större samhälle är Sedlčany, 6,8 km väster om Vojkov. Trakten runt Vojkov består till största delen av jordbruksmark.